# Weiziyu (köpinghuvudort i Kina, Liaoning Sheng, lat 40,48, long 122,73)
Weiziyu är en köpinghuvudort i Kina. Den ligger i provinsen Liaoning, i den nordöstra delen av landet, omkring 160 kilometer söder om provinshuvudstaden Shenyang. Antalet invånare är 13 427. Befolkningen består av 6 519 kvinnor och 6 908 män. Barn under 15 år utgör 13,0 %, vuxna 15-64 år 78 %, och äldre över 65 år 8,0 %.
Runt Weiziyu är det tätbefolkat, med 297 invånare per kvadratkilometer. Närmaste större samhälle är Yingluo, 18,0 km norr om Weiziyu. Trakten runt Weiziyu består till största delen av jordbruksmark.
Genomsnittlig årsnederbörd är 1 033 millimeter. Den regnigaste månaden är juli, med i genomsnitt 314 mm nederbörd, och den torraste är januari, med 8 mm nederbörd.